# عباس مژدهی
عباس مژدهی از بازیکنان پیشکسوت فوتبال، ایران و باشگاه تاج است. وی سال‌ها در باشگاه دارایی  و تاج بازی کرده و از مهاجمان پرآوازه دهه چهل خورشیدی می‌باشد. وی هم‌اکنون در شهر دالاس در ایالت تگزاس آمریکا زندگی می‌کند. برادر کوچکتر وی نیز «مسعود مژدهی» از مهاجمان مطرح تیم ملی فوتبال و باشگاه تاج بوده‌است.

## فعالیت ورزشی
عباس مژدهی در سال ۱۳۲۵ در شهر تهران به دنیا آمد. وی فوتبالش را از زمینهای خاکی شهر تهران شروع کرد و سپس برای باشگاه‌های دارایی ، پاس تاج بازی کرد. وی سال‌ها عضو تیم دارایی بود و پس از انحلال باشگاه دارایی یکسال برای پاس تهران بازی کرد. سپس با انتخاب مربی وقت تیم تاج تهران که رایکوف نام داشت به این تیم پیوست. همچنین در زمان حضور در تیم تاج و همزمان با سال‌های پایانی فوتبالش به عضویت تیم ملی فوتبال ایران نیز در آمد. وی در دهه چهل و سال‌های ۱۳۵۱ و ۱۳۵۲ برای تیم تاج به میدان رفت که در سال ۱۳۵۱ با برادرش مسعود مژدهی همبازی بوده‌است. این دو برادر از اولین نسل از برادران فوتبالیست در تیم تاج می‌باشند که هر دو نیز سابقه گلزنی به تیم پرسپولیس را دارند. عباس مژدهی در دوران حضورش با بازیکنان بزرگی همچون حاج قاسم، حاج محمد، جواد قراب، منصور پورحیدری، کارو حق وردیان و غلامحسین مظلومی همبازی بوده‌است.

## شهرآورد
وی که در خط حمله بازی می‌کرده سابقه زدن ۲ گل در شهرآورد استقلال پرسپولیس را دارد. مژدهی در نخستین باری که در این بازی به میدان رفت، گل سوم تیم تاج را به ثمر رساند.این بازی تا دقیقه ۷۳ با نتیجه ۲ بر صفر به سود تیم پرسپولیس در جریان بود و تیم تاج با زدن سه گل که گل سوم توسط عباس مژدهی و در دقایق پایانی بازی به ثمر رسید حریف خود را شکست داد. این بازی شهرآورد پنجم بین این دو تیم بوده و در تاریخ سوم مهرماه ۱۳۴۹ برگزار شد.
در شهرآورد ششم نیز که در تاریخ ۲۷ دیماه ۱۳۴۹ انجام شد وی توانست در دقیقه ۷۵ گل مساوی بخش تیم تاج را وارد دروازه پرسپولیس کند که پس از این گل و اعتراض تیم پرسپولیس بازی نیمه تمام ماند و در پایان بر اساس رای فدراسیون نتیجه بازی ۳ بر صفر به سود تیم تاج اعلام شد.

## دوران پیشکسوتی
مژدهی به صورت رسمی به عضویت تیم پیشکسوتان استقلال در آمده است. در بازی نمادین تیم پیشکسوتان استقلال و رسانه ورزش که بمناسبت گرامیداشت چهلمین روز درگذشت ناصر حجازی برگزار شده بود به همراه رضا عادلخانی نقش مدیریت تیم استقلال را بر عهده داشت.
پیرامون شرایط کنونی فوتبال ایران، وی نیز همانند بیشتر هم نسلان خود از وضعیت فعلی فوتبال در ایران راضی نیست و ستاره‌های امروزی را ستاره‌های کاغذی می‌داند. به عقیده وی بازی کردن در تیمهایی همانند استقلال و پرسپولیس افتخار بزرگی است و به اندازه چندین قرارداد ارزش دارد بطوری که بازیکنان می‌بایست این سرمایه مردمی را با مسایل مالی و رقم قراردادشان هم سنگ ندانند.

## افتخارات
وی در نخستین قهرمانی تیم تاج در آسیا در سال ۱۳۴۹ همراه این تیم بوده و به قهرمانی در آسیا دست یافت.